# My Aquilae
My Aquilae (μ Aqulilae, förkortat My Aql, μ Aql)  är en ensam stjärna belägen i den mellersta delen av stjärnbilden Örnen (stjärnbild). Den har en skenbar magnitud på 4,45 och är synlig för blotta ögat där ljusföroreningar ej förekommer. Baserat på parallaxmätning inom Hipparcosuppdraget på ca 30,3 mas, beräknas den befinna sig på ett avstånd på ca 108 ljusår (ca 33 parsek) från solen.

## Egenskaper
My Aquilae är en orange till röd jättestjärna av spektralklass K3 III och är i den underkategori som kallas röda klumpen, vilket anger att det genererar energi genom fusion av helium i dess kärna. Den har en beräknad massa som är drygt 90 procent av solens massa, en radie som är ca 8 gånger större än solens och utsänder från dess fotosfär ca 25 gånger mera energi än solen vid en effektiv temperatur av ca 4 500 K.